# NGC 7490
NGC 7490 في الفهرس العام الجديد، هي مجرة، تقع في كوكبة الفرس الأعظم. اكتشفت في 11 أكتوبر 1879 بواسطة إدوارد ستيفان.

## روابط خارجية
- NGC 7490 على موقع ويكي سكاي: DSS2, SDSS, GALEX, IRAS, Hydrogen α, X-Ray, Astrophoto, Sky Map, Articles and images